# Brunkebergsterrassen

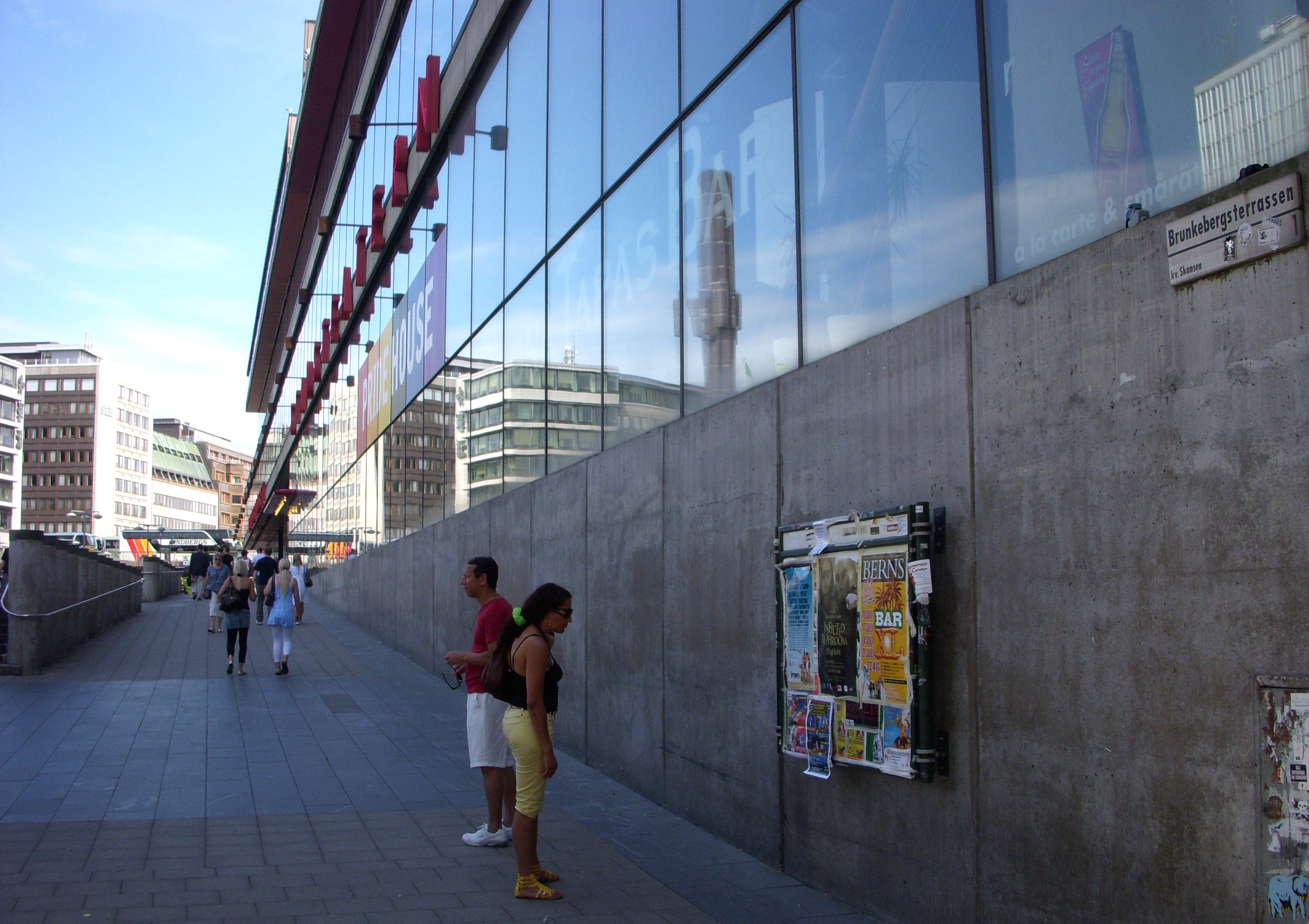
Brunkebergsterrassen, vy mot öst, 2009.

Brunkebergsterrassen är ett fotgängarstråk vid Sergels torg i Stockholms city. Terrassen sträcker sig längs Kulturhusets norra fasad från Drottninggatan mot öst och är cirka 142 meter lång. 
Under Brunkebergsterrassen ligger lokaler för Kulturhuset och i höjd med Brunkebergsterrassen finns Stockholms Stadsteater. Terrassens namn fastställdes 1969 och anlades i samband med uppförandet av Kulturhuset. Namnet härrör från Brunkeberg, som var den höga grusås, som i äldre tid dominerade Norrmalmsområdet.